# Zhang Aiping

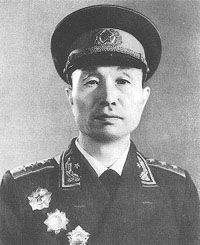
Zhang Aiping, 1955

Zhang Aiping (chinesisch 张爱萍, Pinyin Zhāng Àipíng, W.-G. Chang Ai-p'ing; * 9. Januar 1908 in Sichuan, Chinesisches Kaiserreich; † 5. Juli 2003 in Peking, Volksrepublik China) war ein chinesischer General und Politiker der Kommunistischen Partei Chinas.

## Leben
1928 wurde Zhang Mitglied der Kommunistischen Partei Chinas. 
Er beteiligte sich am Langen Marsch. Als Soldat kämpfte er im Zweiten Japanisch-Chinesischen Krieg und im Koreakrieg. 
Am 23. April 1949 wurde das Leitungsorgan der Marine der Militärzone Ostchina in der Gemeinde Baimamiao gegründet. Zhang Aiping besetzte die Posten des Oberbefehlshabers und des Kommissars. 1955 wurde er zum General befördert. Während der Kulturrevolution verlor er alle seine militärischen Ämter. Später wurde er rehabilitiert. 
Von 1983 bis 1988 war Zhang als Nachfolger von Geng Biao Verteidigungsminister der Volksrepublik China. Ihm folgte als Verteidigungsminister im Amt Qin Jiwei.